# Henry Goulburn
Pour les articles homonymes, voir Goulburn (homonymie).
Henry Goulburn (19 mars 1784 - 12 janvier 1856) est un homme d'État conservateur britannique et un membre de la faction Peelite après 1846.

## Biographie
Né à Londres, il est le fils aîné de Munbee Goulburn, et de son épouse Susannah, fille aînée de William Chetwynd, 4e vicomte Chetwynd. Il fait ses études au Trinity College, à Cambridge. Il vit à Betchworth, Dorking à Betchworth House une grande partie de sa vie.

## Propriétaire de plantation de sucre
L'héritage de Goulburn comprend un certain nombre de plantations de sucre en Jamaïque, Amity Hall dans la paroisse de Vere, la paroisse de Clarendon étant désormais la plus importante. Le travail des esclaves était encore utilisé pour travailler dans les plantations de canne à sucre quand il a hérité des domaines,.
Il ne s’est jamais rendu en Jamaïque lui-même. En raison de son travail en matière de santé et de sa vie politique, il fait appel à des avocats pour gérer ses biens en son nom. Un avocat en particulier, Thomas Samson, occupe le poste le plus prestigieux du domaine de 1802 à 1818 et acquiert une réputation de cruauté envers les esclaves de Goulburn.
En 1818, les revenus de ses propriétés jamaïcaines sont réduits de moitié à moins de 3 000 £ « bien qu'il se soit consolé que la condition de ses esclaves s'était probablement améliorée ».

## Carrière politique
En 1808, il devient député de Horsham. En 1810, il est nommé sous-secrétaire d'État aux Affaires intérieures et deux ans et demi plus tard, il est nommé sous-secrétaire d'État à la Guerre et aux Colonies. C'est à ce titre que James Meehan nomme Goulburn, en Nouvelle-Galles du Sud en son honneur, nomination qui est ratifiée par le gouverneur Lachlan Macquarie. Restant à son poste dans le gouvernement conservateur, il devient conseiller privé en 1821 et est ensuite nommé secrétaire en chef pour l'Irlande, poste qu'il occupe jusqu'en avril 1827. Ici, bien qu’il soit fréquemment critiqué car considéré comme un orangiste, il réussit globalement bien et en 1823, il réussit à faire adopter la loi de 1823 sur la composition pour la dîme (Irlande). En janvier 1828, il est nommé Chancelier de l'Échiquier sous le duc de Wellington. Comme son chef, il n'aime pas l'émancipation des catholiques romains, contre laquelle il vote en 1828.
Dans le domaine de la finance, les principales réalisations de Goulburn sont de réduire le taux d’intérêt sur une partie de la dette publique et de permettre à quiconque de vendre de la bière moyennant le paiement d’une redevance annuelle modique, changement complet de la politique en matière de commerce de boissons. Quittant ses fonctions avec Wellington en novembre 1830, il est pendant quatre mois ministre de l'Intérieur sous Robert Peel. En 1835, il reprend ses fonctions en septembre 1841 et devient chancelier de l'Échiquier pour la deuxième fois. Bien que Peel ait lui-même effectué une partie du travail du chancelier, Goulburn est responsable d'une nouvelle réduction du taux d'intérêt de la dette publique et il aide son chef dans la lutte qui aboutit à l'abrogation des Corn Laws. Avec ses collègues, il quitte ses fonctions en juin 1846. Après avoir représenté Horsham à la Chambre des communes pendant plus de quatre ans, il est successivement député de St Germans, de West Looe et de la ville d'Armagh. En mai 1831, il est élu député de l'Université de Cambridge et il conserve ce siège jusqu'à sa mort.
Goulburn est membre de la Canterbury Association depuis le 27 mars 1848.

## Famille
Frederick Goulburn (en) (1788-1837), le premier secrétaire colonial de la Colonie de Nouvelle-Galles du Sud, est son frère cadet. Henry Goulburn épouse l'hon. Jane, troisième fille de Matthew Montagu (4e baron Rokeby), en 1811. Ils ont quatre enfants. Il meurt le 12 janvier 1856 à l'âge de 71 ans. Sa femme est morte l'année suivante.